# Tumulo di Montecalvario
Il tumulo di Montecalvario è una tomba etrusca situata a Castellina in Chianti, in Italia.

## Storia e descrizione
Il suo nome deriva dall'età medievale, poiché qui si trovava una cappella per l'ultima stazione della Via Crucis. La tomba era sicuramente di proprietà di una famiglia aristocratica la cui ricchezza doveva essere legata alla fortunata posizione geografica del luogo, che era posta sulle principali vie di comunicazione dell'epoca.
La tomba è di grandi dimensioni, con un diametro di oltre cinquanta metri, ed è costituita da quattro camere sepolcrali disposte secondo i punti cardinali: la disposizione secondo i punti cardinali, oltre che le sezioni delle camere ipogee e la forma del tumulo, hanno fatto supporre che il tumulo sia stata fonte d'ispirazione per il mausoleo di Leonardo da Vinci. Il tumulo etrusco tuttavia non venne mai completato: il progetto originario prevedeva quattro camere con copertura a volta, precedute da un vestibolo con due cellette laterali. La tomba ovest è priva delle celle minori, mentre la tomba nord non possiede alcuna camera principale.
Al momento della scoperta la tomba era stata già saccheggiata, tanto che ben pochi furono gli oggetti rinvenuti al suo interno: alcuni frammenti del corredo sono stati riconosciuti come oggetti in bronzo, avorio, e pasta vitrea, e fanno datare la tomba all'età arcaica. Il principale ritrovamento, proveniente dalla tomba sud, è una protome leonina raffigurata con le fauci spalancate, realizzata in pietra, forse parte della decorazione architettonica. Altro importante ritrovamento è rappresentato dai resti di un "carro" etrusco, ricostruito ed esposto presso il Museo di Castellina. Il tipo di oggetti non si discosta da quelli ritrovati nelle tombe di Quinto, di Camucia, del Sodo e della residenza di Murlo.

## Altre Immagini

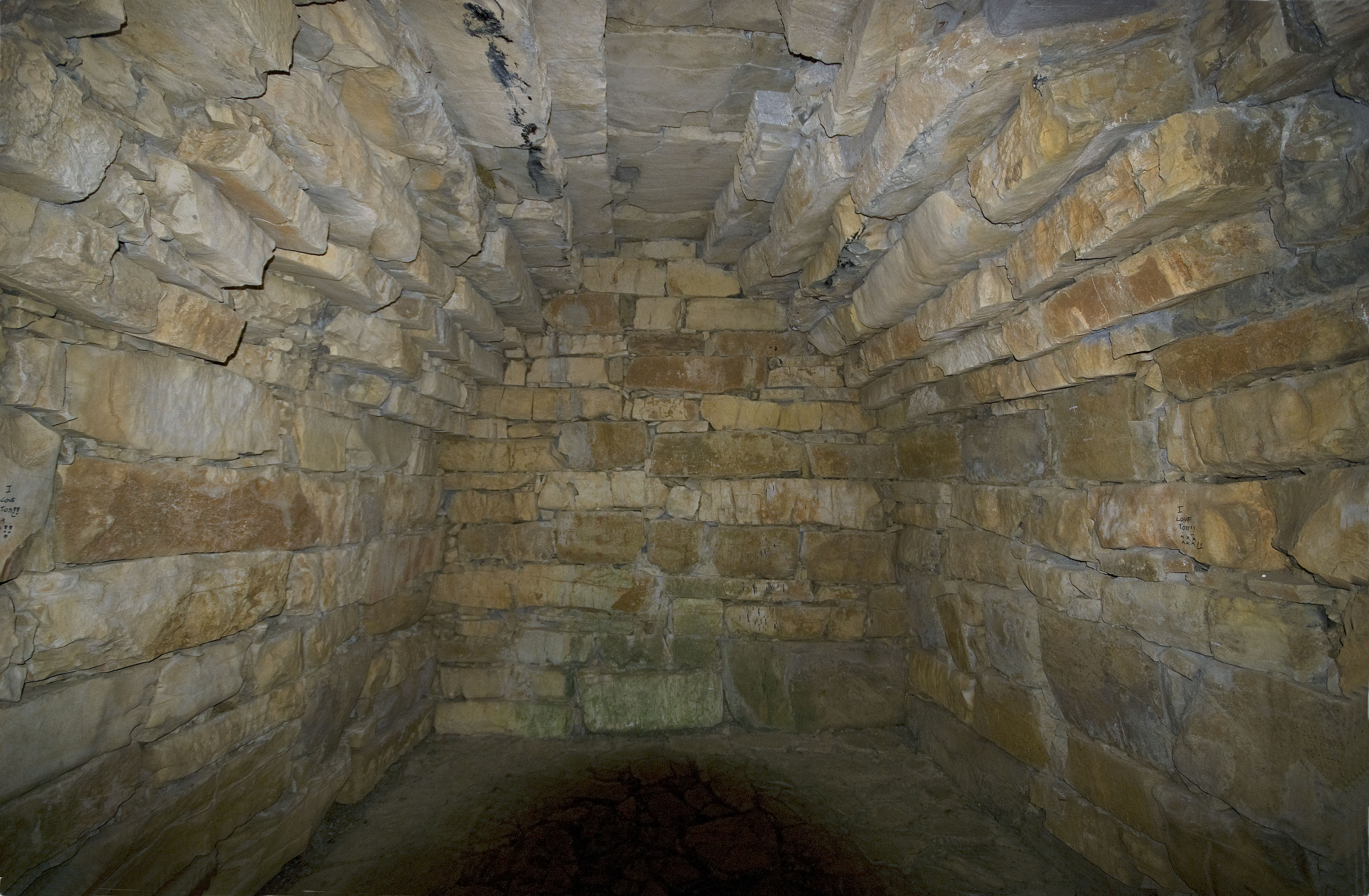
Interno della tomba Est
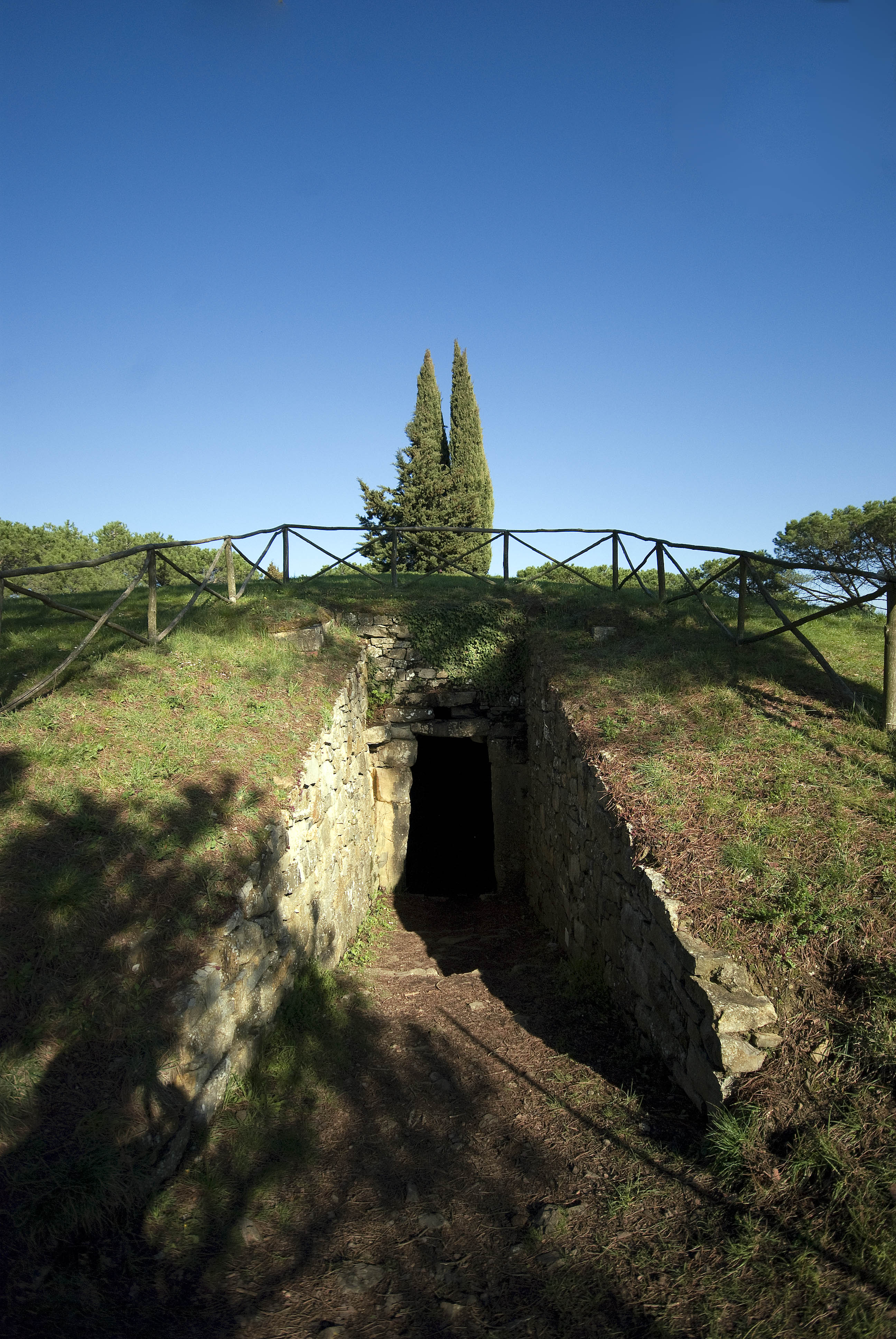
Dromos d'ingresso al tumulo
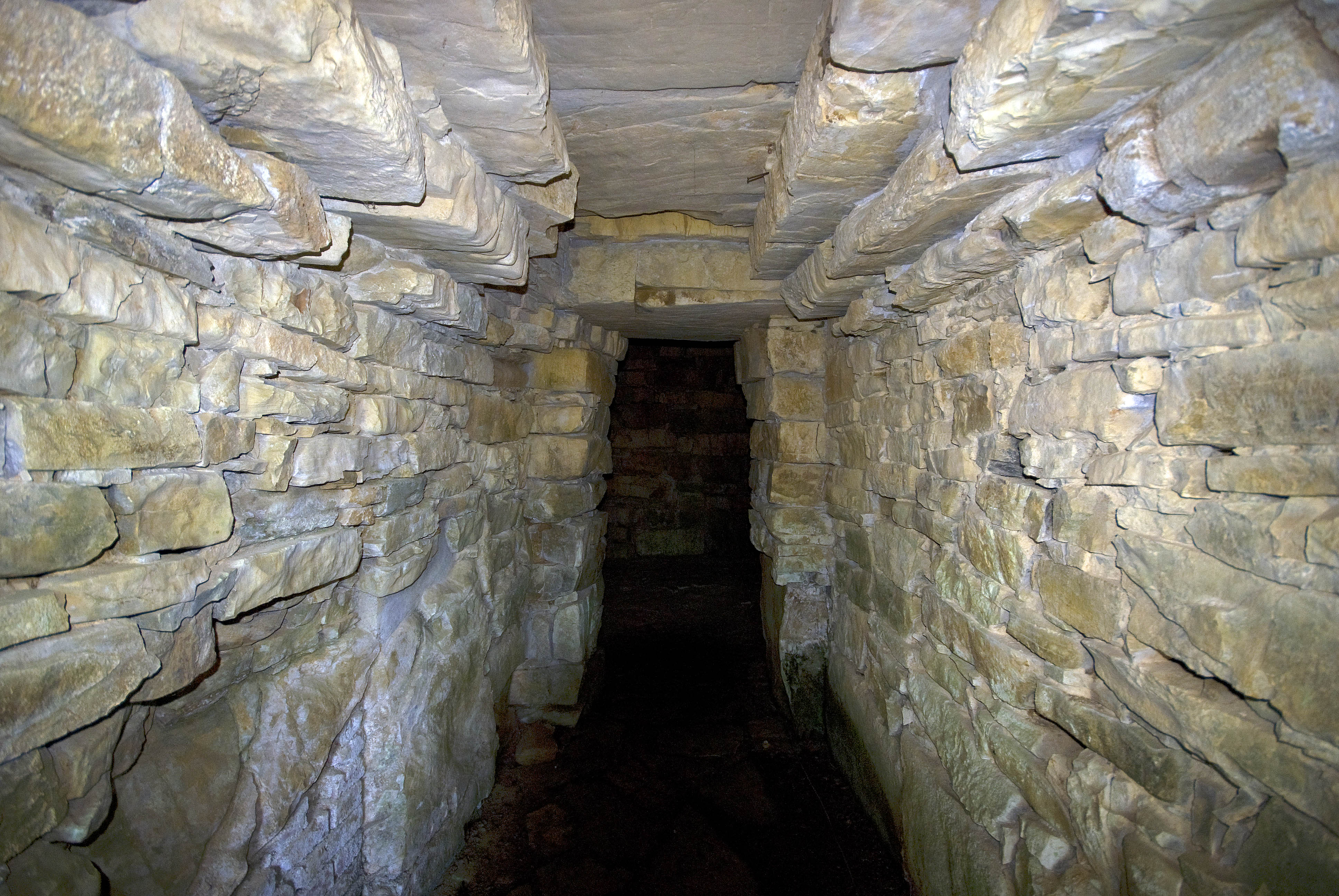
Corridoio della tomba Sud